# Timoniella imbutiforme
Timoniella imbutiforme är en plattmaskart. Timoniella imbutiforme ingår i släktet Timoniella och familjen Acanthostomatidae. Inga underarter finns listade i Catalogue of Life.